# The Cigarette Maker of Seville
The Cigarette Maker of Seville è un cortometraggio muto del 1910. Non si conosce il nome del regista del film che, ispirato a Carmen, il famoso romanzo di Prosper Mérimée, venne prodotto dalla Edison Manufacturing Company.

## Produzione
Il film fu prodotto dalla Edison Manufacturing Company.

## Distribuzione
Distribuito dalla Edison Manufacturing Company, il film - un cortometraggio in una bobina - uscì nelle sale cinematografiche statunitensi il 3 maggio 1910.